# الوالي البحري
الحاكم أو الوالي البحري (بالفرنسية: Préfet Marine) هو موظف لدىالحكومة الفرنسية يمارس السلطة على البحر في منطقة معينة تُعرف بالولاية البحرية (Préfecture Marine). اعتبارًا من 2025، هناك ثلاثة ولاة بحريين في فرنسا متروبوليتان، ومقراتهم في شيربورج أون كوتنتين (القناة وبحر الشمال)، بريست (المحيط الأطلسي) وتولون (البحر الأبيض المتوسط).

## تاريخ
تم إنشاء المنصب في 27 أبريل 1800 في إطار حكومة القناصل الفرنسية لتوحيد قيادة الموانئ (المسؤول المدني) وقيادة البحرية (الأميرال). كان هناك محافظان بحريان إضافيان متمركزان في روشفور حتى عام 1927 ولوريان حتى عام 1941.
توجد الولايات البحرية في كل أقاليم ما وراء البحار الفرنسية الخمسة، ولكن يديرها حكام المقاطعات المعنية: كايين في غويانا الفرنسية، باس-تير في غوادلوب، فور دو فرانس في مارتينيك، سان دوني في لا ريونيون، ومامودزو في مايوت.

## الواجبات والمسؤوليات
والوالي البحري هو ممثل الدولة في البحر ومندوب الحكومة والممثل المباشر لرئيس مجلس الوزراء ولكل من الوزراء. وهو مخول "بالسلطة في جميع المجالات التي تمارس فيها الدولة أعمالها في البحر". 
يتمتع الحاكم البحري بسلطات الشرطة العامة ويشرف على الدفاع عن الحقوق السيادية ومصالح الأمة، والحفاظ على النظام العام، وحماية الأشخاص والممتلكات، وحماية البيئة وتنسيق مكافحة الأنشطة غير المشروعة. 
الحاكم البحري هو ضابط علم في البحرية الفرنسية، يجمع بين هذه الوظيفة المدنية والسلطات العسكرية لـ "قائد المنطقة البحرية" (السيطرة العملياتية على القوات المنتشرة في المنطقة البحرية) و"قائد المقاطعة البحرية" ( يقود وحدات بحرية ليست تحت قيادة أخرى). 

## قائمة الحكام البحريين
اعتبارًا من عام 2024، المحافظون البحريون الثلاثة في فرنسا هم: 
- القناة وبحر الشمال (شيربورج أون كوتنتين): نائب الأميرال فيليب دوتريوكس منذ 25 سبتمبر 2018، بعد توحيد موقع القيادة في دونكيرك وولاية شيربورج في عام 1924 [3]
- المحيط الأطلسي (شاتو دي بريست، بريست): نائب أميرال السرب أوليفييه ليباس منذ 31 أغسطس 2020، بحكم منصبه يحمل لقب قائد المحيط الأطلسي (Commandent en Chef pour l'Atlantique) [4]
- البحر الأبيض المتوسط (تولون): نائب أميرال السرب جيل بوديفيزي منذ 28 يوليو 2021، بحكم منصبه يحمل لقب قائد البحر الأبيض المتوسط ( Commandent en Chef pour la Méditerranée) [5]